# Armando Gun
Armando Gun (n. 17 de enero de 1986) es un exfutbolista panameño que jugaba de Defensa. Actualmente es Director técnico de las categorías inferiores del Club Atlético Independiente de La Chorrera.

## Selección nacional
Hizo su debut con la Selección de fútbol de Panamá en 2005 contra la Selección de fútbol de Ecuador y fue miembro de la selección Sub-20 de Panamá, equipo que participó en el año 2005 en la Copa Mundial de Fútbol Sub-20 con sede en los Países Bajos.

### Participaciones en selección nacional
| Copa                     | Categoría | Sede           | Resultado        | Partidos | Goles |
| ------------------------ | --------- | -------------- | ---------------- | -------- | ----- |
| Campeonato Sub-20 2003   | Sub-20    | Panamá         | Campeón          | 3        | 0     |
| Copa Mundial Sub-20 2003 | Sub-20    | Polonia        | Fase de grupos   | 3        | 0     |
| Campeonato Sub-20 2005   | Sub-20    | Estados Unidos | Subcampeón       | 3        | 1     |
| Copa Mundial Sub-20 2005 | Sub-20    | Países Bajos   | Fase de grupos   | 3        | 1     |
| Copa Uncaf 2005          | Mayor     | Guatemala      | Cuarto lugar     | 4        | 0     |
| Copa Uncaf 2009          | Mayor     | Honduras       | Campeón          | 4        | 0     |
| Copa Oro 2009            | Mayor     | Estados Unidos | Cuartos de final | 4        | 0     |

## Clubes
| Club                        | País       | Año       |
| --------------------------- | ---------- | --------- |
| Chepo FC                    | Panamá     | 2002-2003 |
| San Francisco FC            | Panamá     | 2003-2004 |
| Municipal Chorrillo         | Panamá     | 2004-2005 |
| América de Cali             | Colombia   | 2005      |
| Liga Deportiva Alajuelense  | Costa Rica | 2006-2007 |
| Chepo FC                    | Panamá     | 2007-2008 |
| Sporting San Miguelito      | Panamá     | 2011-2012 |
| Río Abajo FC                | Panamá     | 2013      |
| Chepo FC                    | Panamá     | 2013-2015 |
| Club Atlético Independiente | Panamá     | 2015-2016 |

## Palmarés
| Título                 | Club                          | País     | Año  |
| ---------------------- | ----------------------------- | -------- | ---- |
| Copa de Naciones UNCAF | Selección de fútbol de Panamá | Honduras | 2009 |